# セレブ弦楽四重奏団
セレブ弦楽四重奏団は、日本の器楽曲バンドである。

## メンバー
- 真部裕（ヴァイオリン&ヴィオラ）
- 室屋光一郎（ヴァイオリン&ヴィオラ）
- 藤堂昌彦（ヴァイオリン&ヴィオラ）
- 多井智紀（チェロ）

## ディスコグラフィー

### アルバム
1. STRINGS FIELDS FOREVER（2007年03月21日）
2. ごった煮（2007年09月06日）

### DVD
1. Dai Sakakibara Winter Concert 2008 with Celeb String Quartet（2009年07月31日）